# 3. kolovoza
3. kolovoza (3. 8.) 215. je dan godine po gregorijanskom kalendaru (216. u prijestupnoj godini).
Do kraja godine ima još 150 dana.

## Događaji
- 8. – Tiberije pobijedio Dalmate na rijeci Bathinus
- 1492. – Kristofor Kolumbo otisnuo se u Hulevi (južna Španjolska) s tri broda prema zapadu kako bi pronašao novi put prema Indiji.
- 1571. – Turci nakon jedanaestmjesečne opsade zauzeli grad Famagustu na Cipru
- 1901. – utemeljen Atletski klub Bačka, športsko društvo Hrvata iz Subotice koje je imalo najjaču nogometnu sekciju, NK Bačka 1901. Klub je najstariji nogometni klub u Hrvata.
- 1914. – Prvi svjetski rat: Njemačka objavila rat Francuskoj
- 1958. – podmornica Nautilus prva prošla ispod ledene kape Sjevernog pola
- 1960. – Niger se osamostalio od Francuske
- 2004. – NASA lansirala svemirsku letjelicu MESSENGER u misiji na planet Merkur.
- 2005. – Mahmud Ahmadinežad službeno postao predsjednik Irana.
- 2005. – Predsjednik Mauritanije Maaouya Ould Sid'Ahmed Taya svrgnut u vojnom udaru.
- 2013. – U sudaru autobusa i vlaka na željezničkom prijelazu kod Siverića ozlijeđeno je 16 osoba.
- 2013. – Objavljena snimka na kojoj gradonačelnik Vukovara SDP-ov Željko Sabo pokušava podmititi s 50.000 kuna i nekoliko funkcija HDZ-ovu gradsku vijećnicu Mariju Budimir kako bi si osigurao većinu u gradskom vijeću. Zbog čitave afere Sabo je na kraju osuđen te je proveo 8 mjeseci u zatvoru.
- 2016. – München: Bivši šefovi UDBA-e Josip Perković i Zdravko Mustač proglašeni su krivima za pomaganje u ubojstvu hrvatskog emigranta Stjepana Đurekovića 1983. godine. Obojica su osuđeni na doživotnu kaznu zatvora koju će odslužiti u Hrvatskoj. Sudac Manfred Dauster prilikom obrazloženja presude izjavio je: "Samo je polovična istina da je Hrvatska otvorila svoje arhive. Mnogi dokumenti su prebačeni u privatne arhive."
- 2017. – Legendarni ukrajinski boksač Vladimir Kličko objavio kraj karijere.
- 2017. – FC Barcelona objavila da njihov napadač Neymar odlazi u Paris Saint-Germain FC za 222 milijuna eura, što je postalo najskuplji transfer u povijesti nogometa.
- 2019. –  Pokolj u Teksasu: Patrick Wood Crusius (21) ušao u Walmartovu trgovinu u El Pasu i počeo pucati. Pritom je ubio 20 ljudi te ranio 26, a motiv mu je bila mržnja i rasizam, bio inspiriran napadom u Christchurchu. U noći na 4.8. masovna pucnjava i u Daytonu, Ohio u kojoj je bez političkog motiva (samo je želio ubijati ljude) Connor Stephen Betts ubio 9, ranio 27 osoba.

| - 1770. – Fridrik Vilim III., pruski kralj iz dinastije Hohenzollern. († 1840.) - 1832. – Ivan Zajc, hrvatski skladatelj i dirigent († 1914.) - 1850. – Marija Ružička-Strozzi, hrvatska glumica, znamenita tragetkinja († 1937.) - 1867. – Stanley Baldwin, britanski političar, premijer i čelnik Konzervativne stranke († 1947.) - 1872. – Haakon VII., kralj Norveške. - 1879. – Alma Mahler, austrijska umjetnica († 1964.) - 1883. – Albert Haler, hrvatski estetičar, esejist, kritičar, književni povjesničar († 1945.) - 1884. – Josias Braun-Blanquet, švicarski botaničar († 1980.) - 1901. – Stefan Wyszyński, poljski nadbiskup i kardinal († 1981.) - 1903. – Habib Bourguiba, prvi predsjednik Tunisa († 2000.) - 1936. – Vice Vukov, hrvatski estradni umjetnik, publicist i političar. († 2008.) - 1940. – Martin Sheen, američki glumac - 1941. – Martha Stewart, američka spisateljica i TV osoba - 1979. – Evangeline Lilly, kanadska glumica - 1986. – Darja Domračeva, bjeloruska biatlonka | - 1460. – Jakov II. od Škotske, škotski kralj. - 1819. – Šimon Knefac, hrvatski pisac iz Gradišća (* 1752.) - 1924. – Joseph Conrad, engleski književnik poljskog podrijetla. (* 1857.) - 1928. – Jovan Avakumović, srbijanski političar i pravnik (* 1841.) - 1933. – Dinko Šimunović, hrvatski književnik (* 1873.) - 1954. – Sidonie Gabrielle Colette, francuska književnica (* 1873.) - 1968. – Коnstantin Rokosovski, sovjetski maršal - 1976. – Vladimir Vranić, hrvatski matematičar (* 1896.) - 1977. – Makarios III. ciparski arhiepiskop. - 1986. – Henry Moore, engleski kipar (* 1898.) - 1994. – Inokentij Smoktunovski, ruski glumac (* 1925.) - 2008. – Aleksandar Solženjicin, ruski književnik i nobelovac (* 1918.) - 2017. – Bonaventura Duda, hrvatski teolog, bibličar, franjevac i dopisni član Hrvatske akademije znanosti i umjetnosti (* 1924.) - 2023. – Elvira Petrozzi, talijanska redovnica (* 1937.) |

## Blagdani i spomendani
- Dan grada Opuzena